# Dipodomys venustus
Dipodomys venustus es una especie de roedor de la familia Heteromyidae.

## Distribución geográfica
Es  endémica de California en los Estados Unidos. 